# Загами (метеорит)
Метеорит Загами (англ. Zagami) — крупнейший из когда-либо обнаруженных на Земле марсианских метеоритов массой около 18 кг, упавший 3 октября 1962 года в 3-х метрах от местного фермера на расстоянии 1,2 км от скалы Загами, Кацина, Нигерия. При падении метеорит погрузился в грунт на глубину около 0,6 м, образовав ударную волну, достигшую фермера.
Метеорит был отправлен в геологическую службу Кадуны и помещён в музей. В 1988 году Роберт Хааг, торговец метеоритами, приобрёл часть метеорита массой около 7 кг. Впоследствии Загами был распилен на множество частей, находящихся сейчас в разных коллекциях.
Структурно схож с земными диабазами, но химически и петрологически отличается от остальных базальтовых ахондритов. Состоит из трёх взаимосвязанных базальтовых пород и некоторой части удароплавленного чёрного стекла в виде тонких прожилок и «карманов». В составе обнаружилось значительное количество марсианской атмосферы, а также ранее облучённой старой марсианской почвы.
Вероятный ориентировочный возраст Загами — 170 млн лет, а срок воздействия на него космического излучения — 3 млн лет. Предполагается, что метеорит был выбит с поверхности Марса ударным падением крупного метеорита одновременно с другими такими же базальтовыми шерготтитами, как Шерготти и QUE 94201. Давление, испытанное Загами при ударе, составляло от 30 и более ГПа.